# Ministerie van Gezondheid in Gaza
Het Ministerie van Gezondheid in Gaza (internationaal afgekort als MoH, Ministry of Health) is het Hamas bestuursorgaan dat geheel verantwoordelijk is voor het beheer van de gezondheidszorg en medische diensten in de Gazastrook. 

## Organisatie
De gezondheidszorg  in de Palestijnse gebieden valt sedert 2007 onder twee parallelle ministeries van Volksgezondheid: één in Gaza en één op de Westelijke Jordaanoever, die beide onder toezicht staan van een overkoepelend regeringsministerie van Volksgezondheid in Ramallah. Na de overname van Gaza door Hamas in 2007 heeft de door Hamas gecontroleerde regering in de Gazastrook haar eigen plaatsvervangende ministers van Volksgezondheid benoemd, maar de Palestijnse Autoriteit behoudt de macht over het ministerie, betaalt salarissen en voorziet medische apparatuur.
Begin 2024, tijdens de Israëlische invasie van de Gazastrook, verklaarde het hoofd van Artsen zonder Grenzen in Palestina dat het ministerie van Volksgezondheid van Gaza “gedecimeerd” was en dat de gezondheidssector van Gaza “systematisch vernietigd” was.

## Oorlogsslachtoffers
Het ministerie kreeg in de loop van de Gaza-oorlog van 2023-2025 veel aandacht vanwege de slachtofferaantallen die het publiceert. Internationale media hanteren exclusief de cijfers van het Gazaanse MoH, omdat er geen onafhankelijk bepaalde cijfers beschikbaar zijn. Israël sloot op 7 oktober 2023 direct de grenzen met Gaza en liet sindsdien geen buitenlandse journalisten meer toe. Verslaggeving is daarom afhankelijk van lokale journalisten en de weinige buitenlandse journalisten die op dat moment al in Gaza waren.

### Methode van registratie
Het MoH hield de statistieken van slachtoffers bij vanuit een kantoor in het al Shifa-ziekenhuis in Gaza-stad en het grootste in Gaza. Ze verzamelden de aantallen gewonden die in een ziekenhuis werden behandeld en het aantal doden dat bij mortuariums was aangeleverd. In een computersysteem werden van ieder slachtoffer naam, ID-nummer, de datum van aankomst in het ziekenhuis, aard van de verwondingen en de toestand vermeld. De aantallen werden altijd dubbel gecontroleerd aan de hand van de nummers. Daarnaast werden ook data van andere bronnen, zoals die van de Palestijnse Rode Halve Maan, verzameld. Het ministerie publiceerde en publiceert alleen de aantallen, verdeeld naar mannen, vrouwen en minderjarigen; geen namen, leeftijden of locaties waar personen gedood waren. Ook wordt geen onderscheid gemaakt tussen burgers en strijders. In het al-Rantissi-ziekenhuis, maar dat werd in november ook al bestormd.
Begin november 2023 begon Israël echter ziekenhuizen te bombarderen, waaronder ook het al Shifa. Het complex werd met tanks belegerd  en op 18 november  ontruimd en bezet door het leger. Alleen een kleine 300 patiënten en couveuse-baby's en 25 verplegers bleven tijdelijk achter. Alle servers werden door het leger gestolen. Israël blokkeerde ook de toevoer van brandstof om de systemen draaiende te houden. Op 10 november was er geen communicatie meer mogelijk tussen noordelijk Gaza en de rest. Hierna, mede door het instorten van het hele Gazaanse gezondheidssysteem, was het MoH niet meer in staat betrouwbare cijfers te leveren en werd gewerkt met schattingen, waarbij alleen de geïdentificeerde doden exact werden opgegeven als het "ten minste aantal gedode personen".
Begin maart 2024 werd het data-systeem in al Shifa weer opgestart, maar later stortte het weer in elkaar door nieuwe aanhoudende Israëlische aanvallen op het ziekenhuis. Bij een inspectie ter plaatse op 5 april 2024 constateerde een internationaal team, dat het ziekenhuis geheel was vernietigd. Naast berichten van journalisten en hulpverleners, kunnen Gazanen sinds begin 2024 ook online dode familieleden opgeven. Zo kunnen ongeïdentificeerde doden van de lijst worden geschrapt. Wanneer een hele familie tegelijk wordt gedood, zijn er geen familieleden meer die aangifte kunnen doen.
Een doorzoekbare en downloadbare namenlijst van slachtoffers, op basis van de gegevens van het ministerie, wordt bijgehouden door de NGO Airwars.

### Directe versus indirecte slachtoffers
In de cijfers worden alleen de directe slachtoffers door aanvallen gerekend. Personen die door natuurlijke oorzaak zijn overleden of indirect door de oorlog, zoals door gebrek aan medische behandeling, ondervoeding of onderkoeling, worden niet in de lijsten opgenomen. Ook de ongeïdentificeerde doden onder het puin worden nog niet vermeld.
Naast de directe slachtoffers zijn er ook zeer veel Gazanen overleden door gebrek aan medische zorg, ziekten en voedsel en water. Het ministerie heeft daar geen cijfers van, maar vermoed wordt dat die het aantal directe slachtoffers ver zullen overtreffen. Door de humanitaire crisis in Gaza met de hongersnood wordt verwacht dat het aantal indirecte slachtoffers snel zal gaan oplopen.

### Onbekende slachtoffers
Naarmate meer ziekenhuizen uitvielen, bleef een steeds groter deel van de slachtoffers ongeïdentificeerd. In januari 2024 was dat 69% van de nieuwe gevallen; in maart was dat opgelopen tot 81%.
In het begin van de Gaza-oorlog gaf Israël vaak kort voor aanvallen een waarschuwing dat een gebouw zou worden gebombardeerd. In de loop van de oorlog werden deze steeds vaker achterwege gelaten. Gewoonlijk worden gebouwen gebombardeerd ongeacht of er nog personen in aanwezig zijn. Omdat de meeste slachtoffers onder het puin door de aanhoudende bombardementen en gebrek aan materieel niet kunnen worden geborgen, is er een steeds groter aantal ongeïdentificeerde doden. Inmiddels liggen er vele duizenden slachtoffers onder het puin, waarvan het aantal onbekend is. 
In november 2023 was er al sprake van 2.700 vermisten die vermoedelijk onder het puin lagen. Het meeste groot materieel om slachtoffers te bergen is bij aanvallen vernietigd en vervangend materieel wordt door Israël aan de grens tegengehouden. Ook heeft Israël veel lichamen voor onderzoek weggevoerd en later zonder nadere gegevens geretourneerd, zodat zij niet waren te identificeren. Tijdens het staakt-het-vuren van half januari tot half maart 2025 werden bijna 800 lichamen geborgen en geïdentificeerd.

### Burgers versus strijders
Een punt van discussie is altijd het aantal gedode strijders. Volgens het internationaal humanitair recht dient bij oorlogshandelingen strikt onderscheid te worden gemaakt tussen burgers en strijders. De eerste regel van de database daarover van het Internationale Rode Kruis, stelt dat burgers (die per definitie niet deelnemen aan militaire handelingen) niet mogen worden aangevallen. Overtreding van dit gebod geldt als een oorlogsmisdaad.
Israël hanteert een brede definitie van het begrip 'strijder', om het aantal gedode strijders – altijd aangeduid als 'terroristen' – zo groot mogelijk te laten lijken. In principe worden alle meerderjarige mannen beschouwd als mogelijke leden van Hamas en als terrorist en daarom als legitiem militair doelwit. Aanvang 2025 zei Israël dat het 20.000 leden van Hamas en Palestinian Islamic Jihad (PIJ) had gedood en half april dat er in de voorafgaande maand nog eens meer dan 100 waren bijgekomen. Israël geeft nooit schattingen van de veel grotere aantallen gedode burgers, maar heeft nog nooit officieel een naam uit de lijst van het MoH tegengesproken.

### Betrouwbaarheid
Israël en de Verenigde staten hebben steeds de cijfers van het MoH afgeschilderd als onbetrouwbaar, omdat het ministerie wordt geleid door Hamas. Zij beweren dat zij door Hamas worden gemanipuleerd en gebruikt als propaganda, om het aantal burgerslachtoffers groter te laten lijken door het percentage vrouwen en kinderen te overdrijven.
De cijfers worden over het algemeen echter door organisaties als de Verenigde Naties, de Wereldgezondheidsorganisatie en Human Rights Watch als betrouwbaar beschouwd. Ze worden gecontroleerd door eigen medewerkers van het ministerie in Ramallah die in Gaza zelf werkzaam zijn. Medewerkers van het MoH verzekerden dat de cijfers van de aantallen slachtoffers niet door Hamas worden gedicteerd. De cijfers die in eerdere oorlogen werden gepresenteerd, bleken achteraf steeds behoorlijk nauwkeurig te zijn geweest.
In april 2025 werd opnieuw twijfel gezaaid over de cijfers van het gezondheidsministerie, nadat er opeens zo'n 3.000 namen van doden uit bijgewerkte lijsten waren verdwenen. Een woordvoerder verklaarde dat er geen sprake was van manipulatie, maar alleen van correctie. Door de chaotische situatie, de grote aantallen en het instorten van het registratiesysteem waren vermisten die later nog in leven bleken te zijn op de lijst terecht gekomen. Bijvoorbeeld personen die onder de duizenden Gazanen waren die door Israël waren gegijzeld en later teruggebracht. Ook sommige doden die niet door directe aanvallen waren omgekomen of nog extra gecontroleerd moesten worden werden later uit de lijst verwijderd. De correctie had maar een kleine toename van het aantal volwassen mannen tot gevolg.
Een studie van The Lancet stelde begin 2025 dat de cijfers ernstig onderschat waren, tot 41%.  De studie schat het dodental in de eerste negen maanden van de oorlog op 64.260 mensen, ongeveer 41 procent hoger dan de Palestijnse gezondheidsautoriteiten hebben gerapporteerd. De analyse maakte gebruik van gegevens van drie verschillende lijsten, de eerste verstrekt door het Hamas ministerie van Volksgezondheid van Gaza van de lichamen die in ziekenhuizen of mortuaria zijn geïdentificeerd. De tweede lijst was afkomstig van een online enquête gelanceerd door het Hamas ministerie van Volksgezondheid waarin Palestijnen de dood van familieleden meldden. De derde was afkomstig van overlijdensberichten die waren geplaatst op sociale mediaplatforms zoals X, Instagram, Facebook en Whatsapp, wanneer de identiteit van de overledene kon worden geverifieerd
Op 7 mei 2025 publiceerde de VN Mensenrechtenorganisatie een rapport waarin wordt vermeld dat het aantal overleden Palestijnen sinds het begin van de oorlog in 2023 is gestegen tot 52.535, met 118.491 gewonden, van wie 70 procent nog steeds vrouwen en kinderen zijn, zoals eerder in eerdere rapporten door de organisatie is beweert. Het OHCHR-rapport geeft geen informatie over de methodologie voor het registreren van slachtoffers, en in het rapport worden geen bronnen genoemd ter ondersteuning van deze cijfers.